# Lexiconul de la Buda
Lexiconul de la Buda , titlul complet în ortografia lexiconului Lesicon románescu-látinescu-ungurescu-nemțescu quare de mai multi autori, in cursul' a trideci, si mai multoru ani s' au lucratu, apărut în 1825, este primul dicționar cvadrilingv al limbii române, capodoperă filologică a Școlii Ardelene. Lucrarea a fost realizată pe cheltuiala episcopului Samuil Vulcan.

## Istoric
Preocupări de elaborare a unui dicționar al limbii române au existat încă din secolul al XVIII-lea, prin Samuil Micu, care a întocmit, spre 1800, Dictionarium Valachico-Latinum, pe care autorul l-a lansat într-un prospect din 1806, ca urmând să apară la tipografia Universității din Buda. Dar autorul a murit în același an și tipărirea s-a sistat. 
La scurtă vreme după moartea lui Micu, tipografiei îi parvine un alt material lexical, pentru un dicționar în patru limbi: româno-latino-maghiaro-german, al cărui autor era protopopul unit Vasile Coloși din Săcărâmb. El se adaugă la materialul lui Samuil Micu și constituie de pe acum o serioasă premisă pentru redimensionarea dicționarului. 
Necesitatea unui dicționar tezaur al limbii române preocupa de multe decenii și autoritățile politice ale Imperiului Habsburgic, astfel că tipografia a fost sprijinită și îndemnată insistent la tipărirea lucrării. 
În aprilie 1809 Petru Maior a fost cooptat pentru revizuirea Lexiconului colossian, cum îl numeau contemporanii. De la bun început apare o controversă între Petru Maior și Vasile Coloși, pe tema ortografiei ce urma să fie folosită în tipărirea lucrării. Răspunderea era într-adevăr foarte mare: urma să se editeze un dicționar monumental, cu litere latine în locul chirilicelor, împlinindu-se astfel un vechi deziderat al latiniștilor ardeleni. Întreaga strategie desfășurată de Maior, din 1809 și până la moarte, a fost orientată spre impunerea unei ortografii latino-românești care să reprezinte concepțiile filologice ale Școlii Ardelene, așa cum fuseseră ele formulate de Samuil Micu și Gheorghe Șincai. 
Lucrarea polemică a lui Petru Maior, Censura Lexici Colossiani, Valachico-Latino-Hungarico-Germanici, a litera H, inclusive usque ad finem, sesiza importanța aplicării unor principii solide ale ortografiei în redactarea lexiconului: "Opera este de interes național, cititorii acestui lesicon nu-l vor primi ca de la un autor tânăr (se referea la vârsta lui Vasile Coloși când adunase materialul pentru dicționar n.n.), ci ca de la tot neamul." 
Pregătirea tipografică a lexiconului colossian s-a complicat pe parcurs prin moartea lui Vasile Coloși în 1814, apoi a lui Ioan Piuariu-Molnar în 1816, în fine, prin imixtiunea în redactarea lexiconului a canonicului orădean Ioan Corneli, impusă de Locotenența Regească a Ungariei. 
În anul 1819 Ioan Corneli abandonează lexiconul, care în acel moment părea că se află într-o situație fără ieșire. 
În același an 1819, Petru Maior scoate de sub tipar Orthographia Romana sive Latino-Valachica, una cum clavi, qua penetralia originationis vocum reserantur. 
În 29 noiembrie 1820 se raportează că Maior a acceptat să facă munca de încheiere științifică a lexiconului colossian, pe lângă celelalte îndatoriri de cenzor și corector. Scriitorul a operat corecturi, în sensul ortografiei sale, asupra manuscrisului părții a doua, de la litera H până la sfârșit. Prima parte, de la A la G o corectase tot el, între 1809 și 1815. Dar moartea îl surprinde și pe Petru Maior cu lucrul neterminat. 
Lexiconul colossian a fost dus la bun sfârșit de către frații Ioan Teodorovici și Alexandru Teodori, care au adus la un numitor comun ortografia întregului material lexical, conform regulilor din Orthographia Română. 
Astfel lucrarea a apărut în 1825, cu titlul "Lesicon románescu-látinescu-ungurescu-nemțescu quare de mai multi autori, in cursul' a trideci, si mai multoru ani s' au lucratu". 
În cele aproape 1.000 de pagini, lucrarea cuprinde traducerea cvadrilingvă și etimologia pentru aproximativ 10.000 de cuvinte și termeni ai limbii române, având inclusă în deschiderea lucrării și o reeditare a Orthographiei Romane a lui Petru Maior.
Sub numele comun de "Lexicon de la Buda", această operă monumentală încheie în mod simbolic perioada clasică a Școlii Ardelene, ale cărei învățăminte multiple le lasă moștenire noului secol de spiritualitate românească.